# Йювяскюля
Йю́вяскюля, ранее Ю́вяскюля и Ювэскюлэ (фин. Jyväskylä [ˈjyvæsˌkylæ]) — город и муниципалитет в Центральной Финляндии, административный центр области Центральная Финляндия. Название города переводится на русский язык как «зерновая деревня».
Население — 148 тыс. жителей (2023). Город расположен в 147 км к северо-востоку от Тампере и 270 км северу от Хельсинки, вблизи озёр Пяййянне и Кейтеле.
Был основан по указу императора Николая I от 22 марта 1837 года.
По опросам общественного мнения, в 2012 году Йювяскюля занимал третье место по уровню привлекательности для проживания среди финских граждан.

## Образование

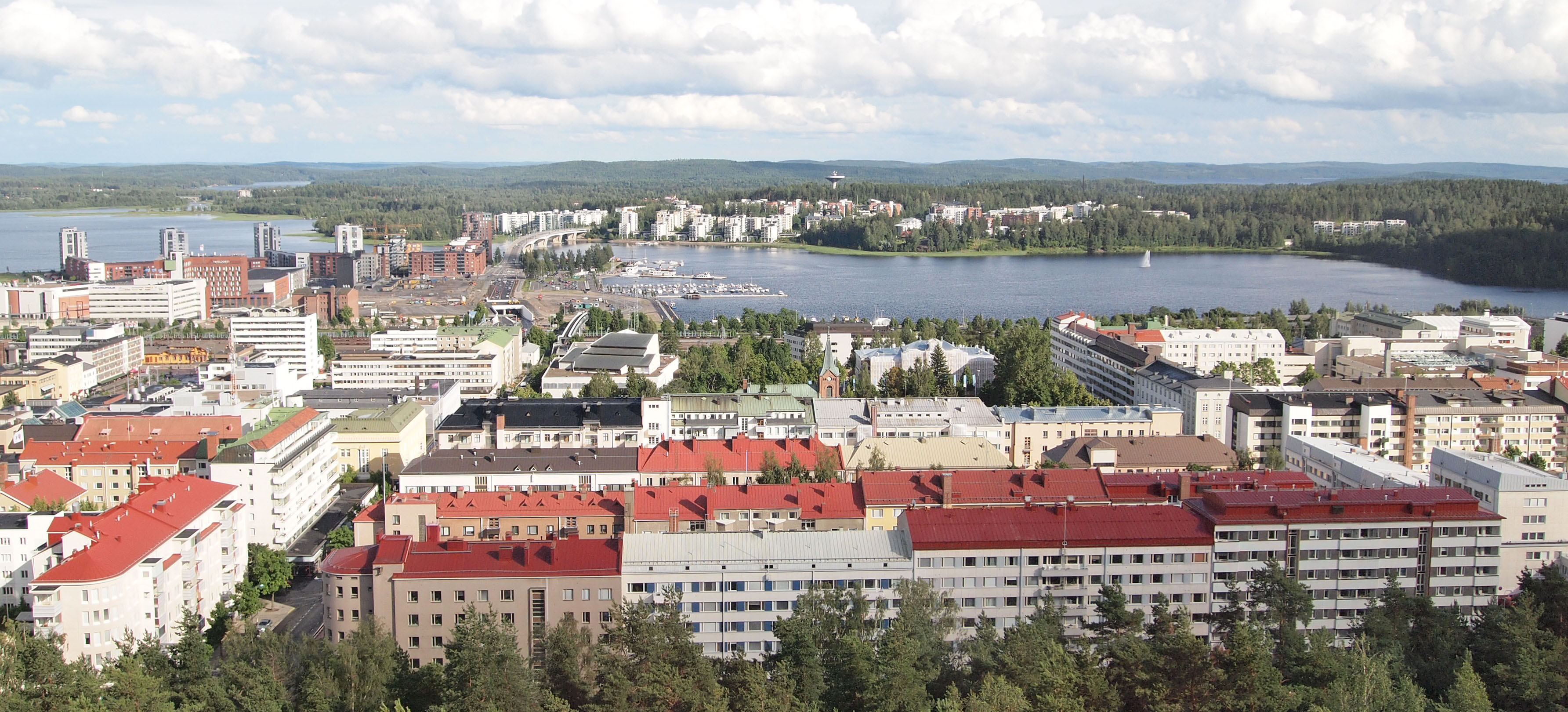
Вид на город с башни Весилинна

Йювяскюля известен как «Афины Финляндии».
В 1858 году здесь был открыт первый финноязычный лицей, считающийся первым финноязычным учебным заведением высшей средней ступени. В 1863 году открыто первое училище по подготовке учителей на финском языке. В 1864 году — первая финноязычная школа для девочек. В 1914 году — первый в Финляндии летний университет.
С 1966 года действует Университет Йювяскюля, один из крупнейших вузов Финляндии, в котором обучается около 16 тысяч студентов. В университете насчитывается 7 факультетов, в том числе единственный в стране факультет физической культуры.
Всего в различных учебных заведениях города учатся около 40 тысяч человек.

## Транспорт
Через город проходят автомагистрали E75 и E63.
Железнодорожный вокзал Йювяскюля соединён с междугородной автобусной станцией. С вокзала поезда следуют до Хельсинки, Тампере, Турку, Вааса и других городов Финляндии.
В районе Тиккакоски, расположенном севернее центра города, находится аэропорт Йювяскюля. Регулярные прямые рейсы в аэропорты Хельсинки и Каяни.

## Спорт
- «Йювяскюля» — футбольный клуб.
- ЮП — хоккейный клуб.
- ЮПС — клуб по хоккею с мячом.

## Достопримечательности
В городе расположены здания, построенные по проектам Алвара Аалто. Проводится Ралли Финляндии.

## Города-побратимы
- Куньмин, Китай

В 2022 году Йювяскюля приостановил сотрудничество с Ярославлем из-за вторжения России на Украину.

## Известные жители и уроженцы
- Алекси Лехикоинен[англ.] — финский рэп- и хип-хоп-исполнитель, более известный под псевдонимом Gettomasa.
- Ари Ахонен — финский хоккеист, вратарь.
- Лаури Хаавасто[фин.] — финский рэп- и хип-хоп-исполнитель, более известный под псевдонимом Lauri Haav.
- Олли Мяяття — финский хоккеист, защитник клуба НХЛ «Питтсбург Пингвинз», бронзовый призёр Олимпийских игр.
- Отто Куусинен — финский политический деятель, в 1892—1900 учился в лицее Йювяскюля.
- Раймо Сумманен — финский хоккеист и тренер.
- Софи Оксанен — финская писательница, драматург, публицист.
- Ферри Граф — австрийский певец.
- Калле Рованперя — автогонщик, двухкратный чемпион мира по ралли.
- Юха Канккунен — автогонщик, четырёхкратный чемпион мира по ралли.
- Яни Сойнинен — финский прыгун с трамплина, олимпийский чемпион.

## Климат
Климат в городе Йювяскюля умеренно континентальный с чертами морского. Зима продолжительная, относительно холодная. Лето короткое и тёплое. Среднегодовая температура +3,3 °C. Годовое количество осадков 642 мм.
| Показатель                                  | Янв.  | Фев.  | Март  | Апр.  | Май  | Июнь | Июль | Авг. | Сен. | Окт.  | Нояб. | Дек.  | Год   |
| ------------------------------------------- | ----- | ----- | ----- | ----- | ---- | ---- | ---- | ---- | ---- | ----- | ----- | ----- | ----- |
| Абсолютный максимум, °C                     | 7,8   | 11,0  | 16,2  | 22,6  | 28,5 | 31,3 | 34,2 | 30,7 | 23,5 | 16,5  | 10,9  | 8,7   | 34,2  |
| Средний суточный максимум, °C               | −5,1  | −4,7  | 0,4   | 7,0   | 14,8 | 19,0 | 21,8 | 19,0 | 13,0 | 6,4   | 0,3   | −3,3  | 7,4   |
| Средняя температура, °C                     | −8,3  | −8,5  | −3,8  | 2,2   | 8,9  | 13,7 | 16,5 | 14,1 | 8,8  | 3,6   | −2    | −6,2  | 3,3   |
| Средний суточный минимум, °C                | −12   | −12,7 | −8,3  | −2,7  | 2,7  | 7,9  | 10,9 | 9,2  | 4,7  | 0,8   | −4,5  | −9,5  | −1,1  |
| Абсолютный минимум, °C                      | −38,5 | −36,8 | −31,5 | −19,5 | −9   | −2,6 | 1,1  | −1,7 | −9,2 | −18,8 | −27,2 | −33,3 | −38,5 |
| Норма осадков, мм                           | 45    | 32    | 36    | 35    | 44   | 67   | 84   | 78   | 55   | 66    | 54    | 47    | 642   |
| Источник: Финляндский институт метеорологии |       |       |       |       |      |      |      |      |      |       |       |       |       |